# Городище (Оренбурзький міський округ)
Городи́ще (рос. Городище) — село у складі Оренбурзького міського округу Оренбурзької області, Росія.

## Населення
Населення — 2371 особа (2010; 2412 у 2002).
Національний склад (станом на 2002 рік):
- росіяни — 92 %